# 普通旅客快车

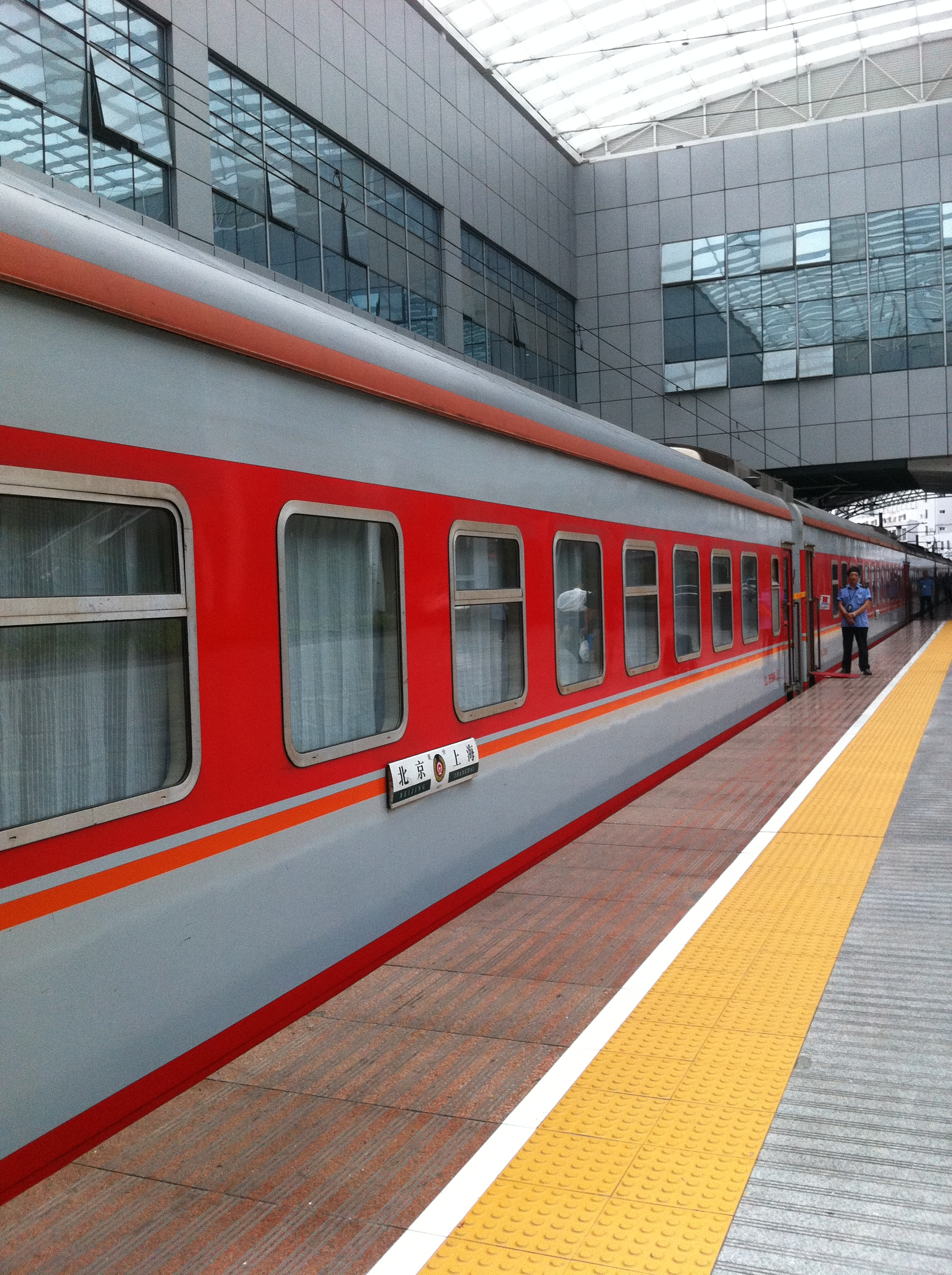
1461/1462次列车

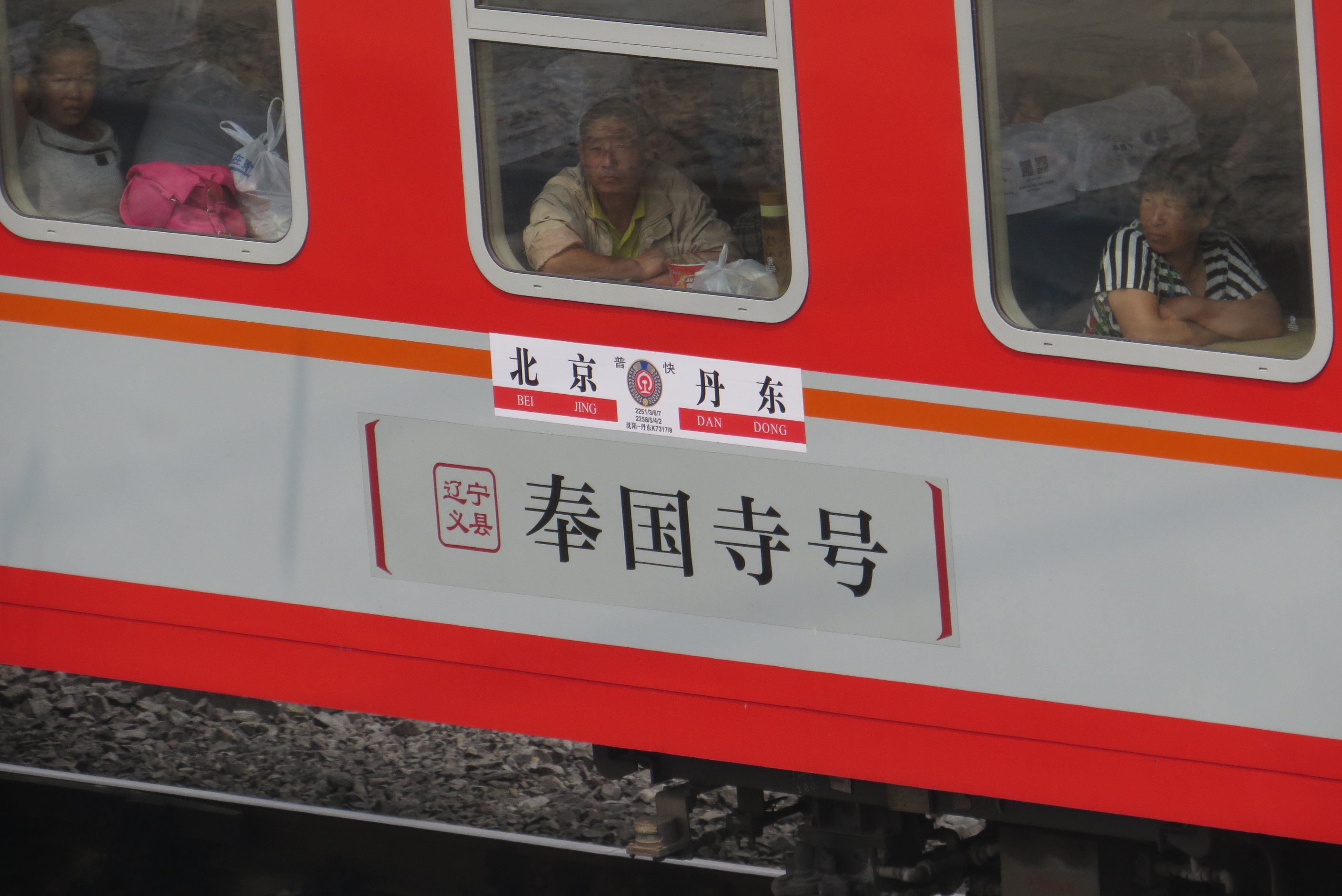
2251/2253/2256/2257、2258/2255/2254/2252次列车水牌，该列车曾为全路占用车次最多的列车

普通旅客快车，简称普快，是中国铁路的一个列车等级，一般停靠县级及以上车站，部分为空调列车，车体一般使用25G型客车、25B型客车、22B型客车、22型客车及双层25B型客车等。其中1001—1998为跨三局及以上车次，2001—2998为跨两局车次，4001—5998为管内车次。

## 管内普快车次范围
哈尔滨局4001-4200，沈阳局4201-4400，北京局4401-4600，太原局4601-4650，呼和浩特局4651-4700，郑州局4701-4800，武汉局4801-4900，西安局4901-5000，济南局5001-5050，上海局5051-5200，南昌局5201-5300，广铁集团5301-5500，南宁局5501-5550，成都局5551-5650，昆明局5651-5700，兰州局5701-5800，乌鲁木齐局5801-5900，青藏公司5901-5998